# 三菱・ミラージュディンゴ
ミラージュディンゴ（MIRAGE DINGO）は、三菱自動車工業が1999年から2002年にかけて生産・販売していたトールワゴン型の小型乗用車である。

## 概要
三菱が提唱する『SUW』（Smart Utility Wagon）の第1弾として登場した。取扱販売店はカープラザ店。
ミラージュの名を冠しているが同車がベースではなく、新開発の異なるプラットフォームが採用されている。当時のミラージュ/ランサーに搭載されていなかったシートベルトプリテンショナー・フォースリミッターが標準装備とされていた。一方、販売戦略においてはミラージュとは別の車種として扱い、各種広告では単に「ディンゴ」と呼んでいた。なお、自販連の統計上はミラージュ（セダン/ハッチバック/アスティ(クーペ)）と同一車種扱いだった。
2000年には『SUW』の第2弾として、本車をベースにしたミニバンのディオンが発売された。
また、中華人民共和国（中国）黒竜江省ハルビン市を拠点とする自動車メーカーの哈飛汽車が、2001年から2014年頃にかけてライセンス生産を行っていた。

## 歴史
- 1999年
  - 1月4日 - 発売。個性的な異形丸型マルチリフレクター二灯式フロントヘッドランプがポイントだった。キャッチコピーは「クルマはしばらくこれでいい。」
  - 3月23日 - 特装車「マーブル」を設定。たたんだベビーカーを立てかけて固定できるベビーカーアタッチメント、無理やり前席にチャイルドシート等を取り付けたり運転中に振り返らなくても後席の様子が確認することができる「赤ちゃん見えるミラー」など、子供を乗せたときの使いやすさなどを向上している。
  - 5月11日 - 特別仕様車「パールディンゴ」を発売。ベース車に対し、人気の高いパールホワイト色であるフレーリーパール（専用色）、14インチアルミホイール、プライバシーガラス、フルオートエアコンなどの装備を追加。CM出演者はメグ・ライアン。
  - 12月10日 - マイナーチェンジ。フロントグリルのデザイン変更、14インチアルミホイールの採用（Mスタイル）、当時の乗用トールワゴンでは非常に珍しかったリヤの手動式ウィンドウからリヤパワーウインドウの採用、4WDの追加などの変更。ナビディンゴは、カーナビ、オーディオやエアコンの作動状況などの情報を表示するMMCS、アルミホイールなどを装着した。ボディカラーは、人気の高いパール系ホワイトのフレーリーパール。2000年3月まで発売。また同時に、特別仕様車「ナビディンゴ」を発売。
- 2000年
  - 1月20日 - 新たに1.3Lエンジンを搭載したグレード、「X」を追加。
  - 2月28日 - 「エアロ」を追加。新たに1.8Lエンジンを搭載したほか、エアロパーツ、15インチアルミホイール、ローダウン・チューンドサスペンション、タコメーターなどを装備。
  - 3月31日 - 特別仕様車「ユーロディンゴ」を発売。スタイリッシュなデザインのエアロパーツ、特長ある横桟タイプの専用フロントグリル、ステンレス製のマフラーカッターを装着。16インチアルミホイール、195/50R16タイヤ、ルーフスポイラー、ブラックランプベゼルをユーロディンゴ専用のパッケージオプションとして設定。
- 2001年
  - 2月2日 - マイナーチェンジ。フロント・リアのデザインを大幅に変更（エアロのみ従来型をそのまま継続）。ボディカラーにデライトグリーンパール、ローズレッドメタリックの2色を追加。ホワイト系は好評のシルキーホワイト（パール系）に統一。1.5L車にGDI-CVTを搭載。1.3L車には「POP（ポップ）」を設定した。内装色は2トーングレーを採用し、新シート生地を採用（エアロを除く）。運転席にアームレストを追加した（POP・Vを除く）。
  - 4月 - 中国・哈飛汽車にて同型車を哈飛・賽馬（Hafei Saima）としてライセンス生産開始。
- 2002年
  - 5月7日 - 「J」をベースに、特別仕様車「ミラージュ ディンゴ・シュタイフ テディベア エディション」を発売。ボディカラーは、テディベアが住む森をイメージさせるフォレスタグリーンパールの他、シルキーホワイトパール、ローズレッドメタリックを設定。テディベアのイラスト、「Steiff」ロゴ入りの専用エンブレムを、リヤゲート左下部に採用。「BUTTON IN EAR」デカールを、左ドアミラーに採用。14インチアルミホイール、メッキのドアアウターハンドルを採用。インテリアはダークグリーン・ベージュの2トーンとし、テディベアが住む森をイメージさせる木目調のセンターパネルとサイドエアアウトレットパネル、ウッド&本革巻きステアリングホイール、チタン調塗装のインサイドドアハンドルを採用。スピードメーター、フロアマルチボックス、ドアトリム、フロントシートに「Steiff」ロゴを採用。「Steiff」ロゴ入りの専用フロアマットをディーラーオプションで設定。
  - 9月 - 三菱リコール隠しによる販売不振、ならびに将来的なグリーン税制を見据えた自動車排出ガス規制対策を行わないことで生産終了。コルトが後継車種となる。
- 2014年頃 - 中国でライセンス生産されていた哈飛・賽馬が生産終了。

## 国内での販売台数
- 1999年 27,716台
- 2000年 16,869台
- 2001年 17,943台
- 2002年 7,952台

## 車名の由来
三菱のダイヤモンドの「D」と「的を射た、当たり」（思いがけない喜びなどを表す）を意味する英語の口語（間投詞）ビンゴ（BINGO）からの造語。オーストラリアに生息する野犬「ディンゴ」とは関係がない。